# Nganasanština
Nganasanština (neboli tavgijština) je samojedský jazyk z uralské jazykové rodiny, kterým mluví Nganasani v Tajmyrském autonomním okruhu na Sibiři v Rusku. Podle ruského sčítání lidu z roku 2010 jí mluví 125 lidí.
Nganasanština je aglutinační jazyk a vyskytuje se v ní souhláskové stupňování i vokálová harmonie. Má dvě nářečí, avamské a vadejevské. Prvním textem v nganasanštině byl překlad Otčenáše zaznamenaný v 17. století.

## Abeceda
| А а | Б б | В в | Г г | Д д | Е е | Ё ё | Ж ж |
| З з | З̌ з̌ | И и | Й й | ”   | К к | Л л | М м |
| Н н | Ӈ ӈ | О о | Ө ө | П п | Р р | С с | Ç ç |
| Т т | У у | Ү ү | Ф ф | Х х | Ц ц | Ч ч | Ш ш |
| Щ щ | Ъ ъ | Ы ы | Ь ь | Э э | Ә ә | Ю ю | Я я |

## Příklady

### Číslovky
| Nganasansky | Česky |
| ӈүoи”       | jeden |
| cитi        | dva   |
| нaгүp       | tři   |
| чeтә        | čtyři |
| cәӈxәлгӈкә  | pět   |
| мәтү”       | šest  |
| cяйбa       | sedm  |
| cитiз̌әтә    | osm   |
| ӈaмиaйчyмә  | devět |
| бии”        | deset |

## Slovník
| Nganasansky | Česky          |
| heŋkə       | černá          |
| si̮rajkuo    | bílá           |
| d’abakuo    | červená        |
| tod’akuo    | žlutá          |
| ŋind a˝si̮e  | modrá, zelená  |
| anika'a     | skvělý, velký  |
| baagytə     | moře           |
| djeby       | pata, chodidlo |
| idja'a      | tatínek        |
| kaanaʼa     | tok            |
| latəə       | kost           |
| maadja      | proč           |
| njemy       | maminka        |
| ŋabtə       | vlasy          |
| sjejmy      | oko            |

## Vzorový text

### Všeobecná deklarace lidských práv
| nganasansky | Бәнде” ӈанасанә” ӈәтукәнды” нендя”туо” ӈонә хонсы хелиде” 6иле мәнәй (правай). Сытыӈ хонды” ӈиле ӈонда ӈонә сяру, дүзытәндыӈ ихүтүӈ нягәә” сүөарусә”. |
| česky       | Všichni lidé se rodí svobodní a sobě rovní co do důstojnosti a práv. Jsou nadáni rozumem a svědomím a mají spolu jednat v duchu bratrství.            |